# Xã Jefferson, Quận Montgomery, Ohio
Xã Jefferson (tiếng Anh: Jefferson Township) là một xã thuộc quận Montgomery, tiểu bang Ohio, Hoa Kỳ. Năm 2010, dân số của xã này là 6.972 người.